# Rouge et Or (collection)
Pour les articles homonymes, voir Rouge et Or (homonymie).

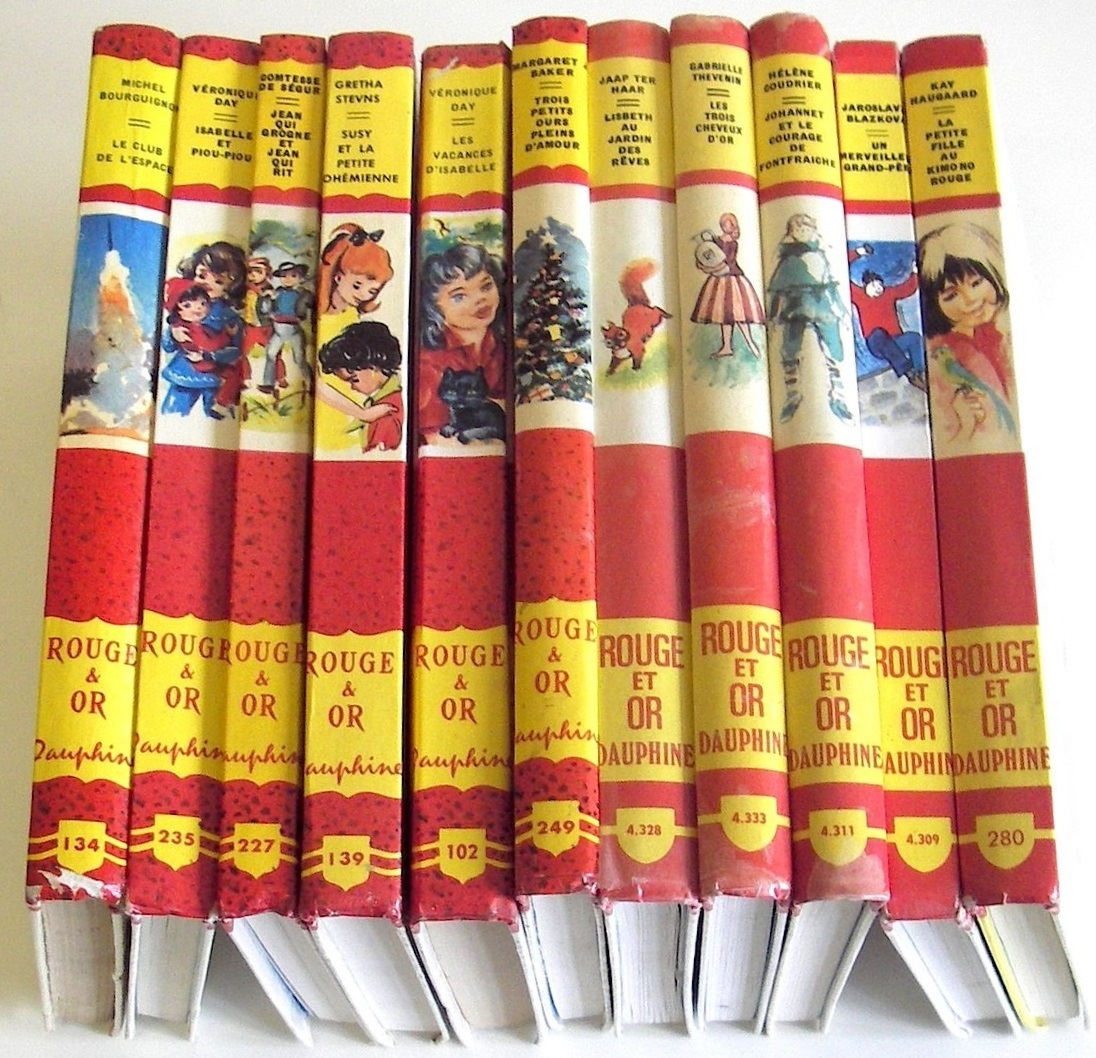
Volumes pelliculés des années 1970 de la collection « Rouge et Or », série Dauphine

Rouge et Or, anciennement Bibliothèque Rouge et Or, est une collection française de livres pour la jeunesse fondée en 1947 par les éditions Générale Publicité, devenue G. P. puis Société nouvelle des éditions G. P. lors du rachat par les Presses de la Cité, et enfin G. P. Rouge et Or.

## Genèse
Les éditions Rouge et Or constituent le département de littérature pour la jeunesse du groupe Les Presses de la Cité fondé en 1943 par le Danois Sven Nielsen. Installé dans un hôtel particulier, près de l'église Saint-Sulpice jusqu'en 1987, le groupe détient également les Éditions Julliard (éditeur entre autres de Françoise Sagan), Fleuve noir, ainsi que d'autres maisons d'édition et une collection de poche.
La collection est créée en 1947 sous le nom de « La Bibliothèque Rouge et Or ». Elle est divisée à partir de 1957 en deux séries :
- Rouge et Or « Dauphine » (1957), destinée aux lecteurs plus jeunes.
- Rouge et Or « Souveraine »[1](1958), destinée aux lecteurs plus âgés. La « Souveraine » reprend tous les titres édités dans la « Bibliothèque Rouge et Or » en poursuivant sa numérotation.
  - Rouge et Or « Télé-Souveraine » (1967-1969) en constitue une sous-série : ces livres reprennent des feuilletons télévisés contemporains de l'ORTF. Seuls douze volumes paraissent sous cette dénomination.

Elle connait une grande diffusion jusqu'à la fin du XXe siècle en publiant quelques classiques mais surtout de nombreux auteurs contemporains français : Paul Berna, May d'Alençon, Saint-Marcoux, ainsi que des auteurs étrangers, principalement scandinaves : Lisbeth Werner, Gretha Stevns ou Martha Sandwall-Bergström.
Rachetée par les éditions Nathan en 1991, la collection « Rouge et Or », créée par le fils de Sven Nielsen, Claude, est désormais fondue dans le groupe Editis. Une grande partie du très riche fonds de publication pour la jeunesse des années 1950 à 1970 n'est actuellement plus disponible. Cependant, les éditions Nathan ont fait revivre en 2005 la « Bibliothèque Rouge & Or » en proposant quinze titres pour le lancement, avec notamment les grands classiques du monde entier (Heidi, Jules Verne, etc.), avec des textes abrégés et adaptés pour faire découvrir les grands auteurs de la littérature de jeunesse.
Jusqu'en 1980, le concurrent de la collection « Rouge et Or » est la collection « Idéal-Bibliothèque » créée en 1950 par les éditions Hachette.

## Aspect des livres

### Bibliothèque Rouge & Or
À ses débuts, les livres de « La Bibliothèque Rouge & Or » sont sous-titrés « Bibliothèque des moins de vingt ans ». (lecteurs entre dix et seize ans). Plutôt luxueux, ils sont souvent offerts aux élèves comme prix en fin d'année scolaire. Sur la quatrième de couverture de la jaquette, le logo de la collection est ceint de l'inscription suivante : « La Bibliothèque Rouge et Or forme la goût de la jeunesse ».
- De format 21 cm x 15 cm, reliés et solides, les premiers volumes parus ont les plats recouverts d'un cartonnage rouge qui imite le maroquin. Le premier plat est orné d'une arabesque noire, le dos comporte un lettrage doré :

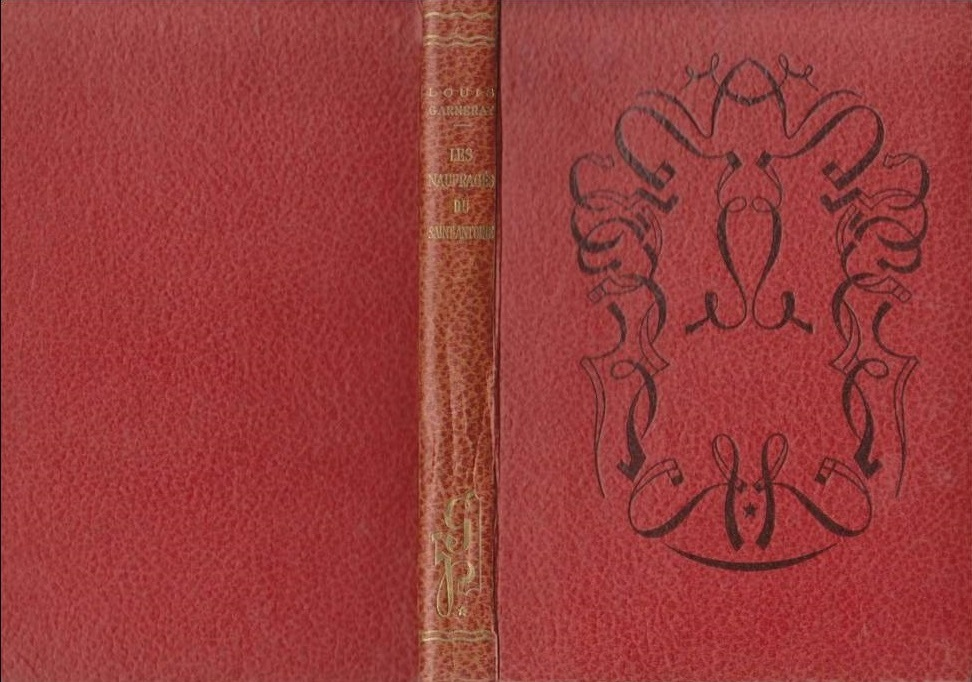
Un des premiers volumes de la collection « Bibliothèque Rouge & Or » sans sa jaquette

- Le livre est enveloppé d'une jaquette laquée en couleur, imitant un demi-chagrin grainé rouge. Au dos de la jaquette, les titre et nom d'auteur sont insérés d'abord dans une unique case jaune, puis une case sera ajoutée, comportant un dessin en miniature.

- Les livres comptent environ deux cents pages sur papier vélin[3], avec de nombreuses illustrations intérieures de pleine page et de demi-page, en couleur et noir et blanc.

### Bibliothèque Rouge et Or, série Souveraine
A partir de 1953, le cartonnage rouge est abandonné au profit d'un cartonnage de couleur crème, décoré de losanges surlignés de rose contenant des dorures :

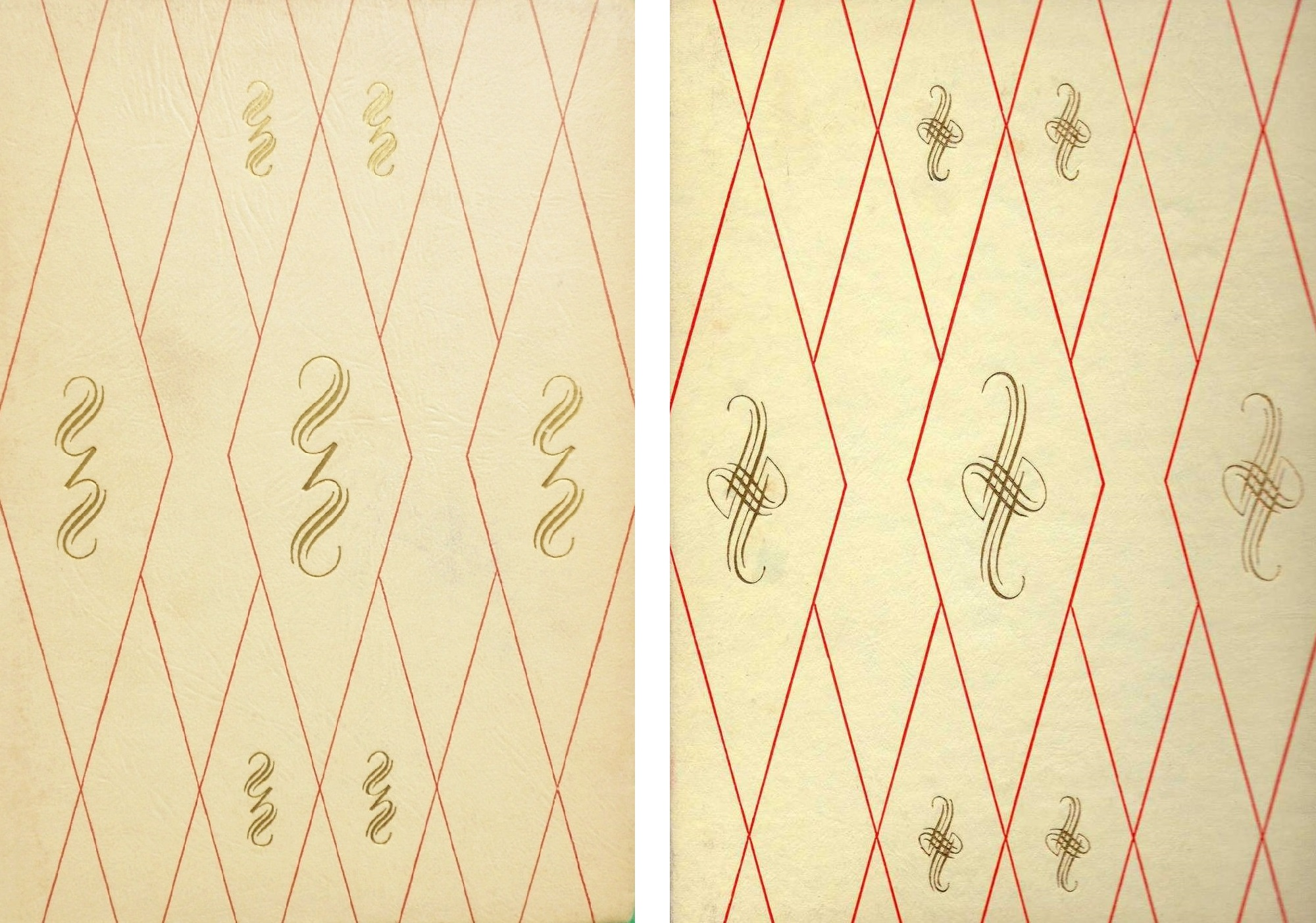
Les deux types de dorures des cartonnages à jaquette.

- Une nouvelle numérotation apparaît. Elle part de zéro au moment du passage de la « Bibliothèque Rouge & Or » à « Rouge et Or », et variera au fil des années. Deux titres différents peuvent donc porter le même numéro selon la date à laquelle ils ont été édités.

- La jaquette est supprimée en 1969 après le n° 280 (Un taxi dans les nuages de Gérard Sire et Paulette Despostes) et est remplacée par un pelliculage.

- À partir des années 1960, l’aspect des livres sera plusieurs fois modernisé.

- Dans les années 1980, est créée une nouvelle collection, « G. P. Rouge et Or », composée de grands albums illustrés tirés de films (Star Wars, Starfighter), et des séries télévisées (Casimir, Spectreman, Goldorak).

## Titres parus
(liste non exhaustive classée par ordre chronologique de première parution)

### Bibliothèque Rouge & Or (1947-1957)
(note : les catégories « Dauphine » et « Souveraine » n'existaient pas pour les premiers volumes parus)
- 1947 : Les Malheurs de Sophie, Comtesse de Ségur — illustrations : Guy Sabran ; no 01
- 1947 : Le Colonel Chabert, Honoré de Balzac — ill. Quéméré ; no 02
- 1947 : Les Bons Enfants, Comtesse de Ségur — ill. Guy Sabran ; no 03
- 1947 : Fables de La Fontaine, Jean de La Fontaine — ill. Raoul Auger ; no 04
- 1948 : Les Contes de Perrault, Charles Perrault — ill. Raoul Auger ; no 05
- 1948 : L'Auberge de l'Ange gardien, Comtesse de Ségur — illustrations : Guy Sabran ; no 06
- 1948 : Le Général Dourakine, Comtesse de Ségur — ill. Guy Sabran — no 07
- 1948 : Le Capitaine Pamphile, Alexandre Dumas — ill. Timar ; no 08
- 1948 : Les Petites Filles modèles, Comtesse de Ségur — ill. Guy Sabran ; no 09
- 1948 : Les Vacances, Comtesse de Ségur — ill. Guy Sabran ; no 10
- 1948 : Robin des Bois — ill. Calvo ; no 11
- 1948 : Robinson Crusoé, Daniel Defoe — ill. Jean Chièze ; no 12
- 1948 : L'Île au trésor, R. Louis Stevenson — ill. Pierre Leroy ; no 13
- 1948 : Les Voyages de Gulliver, Jonathan Swift — ill. Henri Dimpre ; no 14
- 1948 : Alice au pays des merveilles, Lewis Carroll — ill. André Jourcin ; no 15
- 1948 : Le Petit Lord Fauntleroy, Frances Hodgson Burnett — ill. Guy Sabran ; no 16
- 1949 : Don Quichotte, Cervantès — ill. Calvo ; no 17
- 1949 : Le Roi des montagnes, Edmond About — illustrations : Pierre Leconte ; no 18
- 1949 : Histoires extraordinaires, Edgar Poë — ill. Jean Chièze ; no 19
- 1949 : D'Artagnan, mousquetaire du roy, Rodolphe Thierry — ill. Guy Sabran ; no 20
- 1949 : Le Capitaine Fracasse, Théophile Gautier — ill. Guy Sabran ; no 21
- 1949 : Contes d'Andersen, Hans Christian Andersen — ill. André Jourcin ; no 22
- 1949 : Les Mémoires d'un âne, Comtesse de Ségur — ill. Guy Sabran ; no 23
- 1949 : Un bon petit diable, Comtesse de Ségur — ill. Guy Sabran ; no 24
- 1949 : Le Robinson suisse, Johann Rudolf Wyss — ill. Guy Sabran ; no 25
- 1949 : Le Dernier des Mohicans, Fenimore Cooper — ill. Pierre Leroy ; no 26
- 1949 : La Mare au Diable, George Sand — ill. Claude Delaunay ; no 27
- 1949 : La Petite Fadette, George Sand — ill. Marcel Bloch ; no 28
- 1949 : Graziella, A. de Lamartine — ill. Guy Sabran ; no 29
- 1949 : Colomba, Prosper Mérimée — ill. Pierre Rousseau ; no 30
- 1949 : La Légende d'Ulenspiegel, Charles de Coster — ill. Jean Chièze ; no 31
- 1949 : Les Aventures d'Arthur Gordon Pym, Edgar Poe — ill. Pierre Leconte ; no 32
- 1950 : Un corsaire de quinze ans, Louis Garneray — ill. Henri Dimpre ; no 33
- 1950 : Petites bonnes femmes[5], Louisa May Alcott — ill. Guy Sabran ; no 34
- 1950 : Paul et Virginie, Bernardin de Saint-Pierre — ill. Claude Delaunay ; no 35
- 1950 : Contes des mille et une nuits, tome I — ill. André Jourcin ; no 36
- 1950 : Petite princesse, Frances Burnett — ill. Marcel Bloch ; no 37
- 1950 : Les Trappeurs de l'Arkansas, Gustave Aimard — ill. Pierre Leroy ; no 38
- 1950 : Les Bêtes qu'on appelle sauvages, André Demaison — ill. Jean Chièze ; no 39
- 1950 : Pontcarral, Albéric Cahuet — ill. Claude Delaunay ; no 40
- 1950 : La Fille du capitaine, Alexandre Pouchkine — ill. Pierre Rousseau ; no 41
- 1950 : Un marin de Surcouf, Louis Garneray — ill. Henri Dimpre ; no 42
- 1950 : Contes des mille et une nuits, tome II — ill. André Jourcin ; no 43
- 1951 : Mademoiselle de La Seiglière, Jules Sandeau — ill. Pierre Rousseau ; no 44
- 1951 : Helgvor du Fleuve Bleu, J.-H. Rosny — ill. Jean Chièze ; no 45
- 1951 : Contes d'une grand-mère, George Sand — ill. Marcel Bloch ; no 46
- 1951 : Le Roman de la momie, Théophile Gautier — ill. C. Delaunay ; no 46 (bis)
- 1951 : Les Naufragés du Saint-Antoine, Louis Garneray — ill. Henri Dimpre ; no 47
- .....: Pas de n°48 (voir n°46 bis)
- 1952 : Le Grand Silence blanc, Louis-Frédéric Rouquette ; ill. Pierre Rousseau ; no 49
- 1951 : Les Aventures de Robert-Robert, Louis Desnoyers — ill. Pierre Leroy ; no 50
- 1952 : Les Patins d'argent, Mary Mapes Dodge — ill. Guy Sabran ; no 51
- 1952 : Quentin Durward, Walter Scott — ill. Pierre Leconte ; no 52
- 1952 : Le Grand Meaulnes, Alain-Fournier — ill. Claude Delaunay ; no 53
- 1952 : Le Naufrage du "Pacifique", Capitaine F. Marryat ; ill. Henri Dimpre ; no 54
- 1952 : Leclerc et ses hommes, Pierre Nord — ill. Raoul Auger ; no 55
- 1952 : La Duchesse en pantoufles, Saint-Marcoux — ill. Guy Sabran ; no 56
- 1952 : Les Trois Mousquetaires tome 1, Alexandre Dumas — ill. Claude Delaunay ; no 57
- 1952 : Les Trois Mousquetaires tome 2, Alexandre Dumas — ill. Claude Delaunay ; no 58
- 1952 : David Copperfield, Charles Dickens — ill. Pierre Rousseau ; no 59
- 1952 : Domino le secret de pierres-noires[6], Saint-Marcoux — ill. Pierre Rousseau ; no 60
- 1953 : Le Secret de Pierres-Noires, Saint-Marcoux — ill. Pierre Rousseau ; no 60
- 1953 : Flibustiers et boucaniers[7], Alexandre Oexmelin — ill. Jean Chièze ; no 61
- 1953 : L'Ancre de Miséricorde, Pierre Mac Orlan — ill. Pierre Rousseau ; no 62
- 1953 : La Porte du dragon, Barbara Gilson — ill. Marcel Bloch ; no 63
- 1953 : Les Sept Filles du roi Xavier, Saint-Marcoux — ill. Murièle ; no 64
- 1953 : La Guerre du feu, J.-H. Rosny aîné — ill. Jean Chièze ; no 65
- 1953 : Le Survivant du Pacifique, Georges Blond — ill. Raoul Auger ; no 66
- 1953 : Yousouf, Paluel-Marmont — ill. Claude Delaunay ; no 67
- 1953 : Trois hommes dans un bateau, Jerome K. Jerome — ill. Émile Folliette ; no 68
- 1954 : L'Oubliée de Venise, Saint-Marcoux — ill. Guy Sabran ; no 69
- 1954 : Gulla, fille de la colline, Martha Sandwall-Bergström — ill. Félix Lacroix ; no 70
- 1954 : Princesses de l'air, Paluel-Marmont — ill. Raoul Auger ; no 71
- 1954 : Moby Dick, Herman Melville — ill. Pierre Rousseau ; no 72
- 1954 : Bela, fille de la jungle, James Shaw — ill. Raoul Auger ; no 73
- 1954 : La Porte des étoiles, Paul Berna — ill. Guy Sabran ; no 74
- 1954 : Les Aventures du capitaine Corcoran, Alfred Assollant — ill. Claude Delaunay ; no 75
- 1955 : La Maison des Fonds-Noirs, Renée Aurembou — ill. Pierre Rousseau ; no 76
- 1955 : Princesse cactus, Jany Saint-Marcoux — ill. Félix Lacroix ; no 77
- 1954 : Mon petit Trott, André Lichtenberger — ill. Maurice Leroy ; no 78
- 1955 : Ullabella, Marika Stiernstedt — ill. Marcel Bloch ; no 79
- 1955 : Pages de gloire, Pierre Nord — ill. Raoul Auger; no 80
- 1955 : Le Voleur de lumière, Jany Saint-Marcoux — ill. Gilles Valdès ; no 81
- 1955 : Buffalo Bill, Paluel-Marmont — ill. Henri Dimpre ; no 82
- 1955 : Gulla tient sa promesse, Martha Sandwall-Bergström — ill. Félix Lacroix ; no 83
- 1955 : Le Continent du ciel, Paul Berna — ill. Guy Sabran ; no 84
- 1955 : Amitia fille du lac, Marguerite Thiébold — ill. Gilles Valdès ; no 85
- 1955 : En kayak du Gabon au Mozambique, Maurice Patry — ill. Raoul Auger ; no 86
- 1955 : Douce Adi, Elsie — ill. Claude Delaunay ; no 87
- 1955 : Maroussia, Pierre-Jules Hetzel — ill. Pierre Le Guen ; no 88
- 1955 : Le Cheval sans tête[8], Paul Berna — ill. Pierre Dehay ; no 89
- 1955 : Fanchette, Jany Saint-Marcoux — ill. Gilles Valdès ; no 90
- 1955 : Inoubliables vacances, Jean-Marc Sévil — ill. René Péron ; no 91
- 1955 : Xavier bas-rouges[9], Renée Aurembou — ill. Pierre Dehay ; no 92
- 1955 : L'Histoire merveilleuse d'Albert Schweitzer, Titt Fasmer Dahl — ill. Raoul Auger ; no 93
- 1955 : L'Histoire de France racontée à François et Caroline, Jean Duché — ill. Claude Delaunay ; no 94
- 1955 : Gulla châtelaine, Martha Sandwall-Bergström — ill. Félix Lacroix ; no 95
- 1955 : Le Petit Roi, André Lichtenberger — ill. Pierre Le Guen ; no 96
- 1955 : Aelys et le crabe d'or, Jany Saint-Marcoux — ill. Gilles de Sainte-Croix; no 97
- 1956 : Conquérants des sables, Paluel-Marmont — ill. Raoul Auger ; no 98
- 1956 : Momo, fille des montagnes, Louise Rankin — ill. Henri Dimpre ; no 99
- 1956 : Au pays du renard blanc, Olaf Swenson — ill. Gilles de Sainte-Croix ; no 100
- 1956 : Dear Chérie, Anne Beauchamp — ill. Gilles de Sainte-Croix ; premier "Souveraine" no 101
- 1956 : Capi, fils de loup, Joseph E. Chipperfield — ill. Henri Dimpre ; no 102
- 1956 : Églantine des chemins, Renée Aurembou — ill. Pierre Dehay ; no 103 (voir no 306)
- 1956 : Sportifs de tous poils, Émile Lefranc — ill. Henri Dimpre ; no 104
- 1956 : Tam-tam de Kotokro, René Guillot — ill. Raoul Auger ; no 105
- 1956 : La Petite Sœur de Trott, André Lichtenberger — ill. Pierre Le Guen ; no 106
- 1956 : Le Piano à bretelle, Paul Berna — ill. Pierre Dehay ; no 107
- 1956 : Les Chaussons Verts, Jany Saint-Marcoux — ill. Gilles de Sainte-Croix ; no 108
- 1956 : Puck écolière, Lisbeth Werner — ill. Pierre Le Guen ; no 109
- 1956 : Le Viking au bracelet d'argent, Paul-Jacques Bonzon — ill. Henri Dimpre ; no 110
- 1957 : Les Trois Aventureux, Lily Jean-Javal — ill. Françoise Bertier ; no 110 (bis, également en Rouge et Or Dauphine)
- 1957 : Le Brick "Trois-Lys", Olle Mattson — ill. Félix Lacroix ; no 111
- 1957 : Le Merveilleux Été, Elsa Nyblom — ill. G. de Sainte-Croix ; no 112
- 1957 : Lorna Doune chez les outlaws[10], Richard Doddridge Blackmore — ill. Gaston Tisserand ; no 113
- 1957 : Les Contes de mon oncle Frédéri, Charles de Richter — ill. Pierre Le Guen ; no 114
- 1957 : Le Carrefour de la Pie, Paul Berna — ill. G. de Sainte-Croix ; no 115
- 1957 : Le Ruisseau des Anges, Martha Sandwall-Bergström — ill. Gilles Valdès ; no 116
- 1957 : La Route des éléphants, René Guillot — ill. Raoul Auger ; no 117
- 1957 : Vacances fantastiques au Kenya, Margaret Ruthin — ill. Gaston Tisserand ; no 118
- 1957 : Le Roman de Renart — ill. Félix Lacroix ; no 119
- 1957 : La Rose d'argent, Renée Aurembou — ill. G. de Sainte-Croix ; no 120
- 1957 : Le Château d'algues, Jany Saint-Marcoux — ill. Paul Durand ; no 121
- 1957 : Le Kangourou volant, Paul Berna — ill. Pierre Le Guen ; no 122
- 1957 : Roseline et le nain vert, Michèle Arnéguy — ill. Pierre Le Guen ; no 123
- 1957 : L'Auberge du loup blanc, Michael D. Gibson — ill. Henri Dimpre ; no 124

### Bibliothèque Rouge et Or, Série Souveraine
- 1958 : Millionnaires en herbe, Paul Berna — ill. G. de Saint-Croix ; Souveraine no 125
- 1958 : Le Diable doux, Saint-Marcoux — ill. Gilles Valdès ; Souveraine no 126
- 1958 : Puck détective, Lisbeth Werner — ill. Pierre Le Guen ; Souveraine no 127
- 1958 : L’Énigme de Kali-Bao, François d'Orgeval[11] — ill. G. de Sainte-Croix ; Souveraine no 128
- 1958 : Gulla en vacances, Martha Sandwall-Bergström — ill. Félix Lacroix ; Souveraine no 129
- 1958 : Baldy sur la piste blanche, Esther Birdsall Darling[12] ; ill. G. de Sainte-Croix ; Souveraine no 130
- 1958 : La Chaumière de Cécilia, Elsie — ill. Pierre Le Guen ; Souveraine no 131
- 1958 : Le Faucon du Nord-Ouest, Samuel Alexander White[13] — ill. Henri Dimpre ; Souveraine no 132
- 1958 : Les Pèlerins de Chiberta, Paul Berna — G. de Sainte-Croix ; Souveraine no 133
- 1958 : Doucette au cœur d'or, Renée Aurembou — ill. Jean Sidobre ; Souveraine no 134
- 1958 : Le Pays perdu, Cécile d'Argel — ill. G. de Sainte-Croix ; Souveraine no 135
- 1959 : Le Chant du coquillage, Martha Sandwall-Bergström — ill. Jean Sidobre ; Souveraine no 136
- 1959 : La Guitare andalouse, Saint-Marcoux — ill. Jean Sidobre ; Souveraine no 137
- 1959 : La Fusée mystérieuse, André Kédros — ill. Françoise Bertier ; Souveraine no 138
- 1959 : Bournazel l'homme rouge, Jean d'Esme — ill. Louis Bonnelli ; Souveraine no 139
- 1959 : La Calèche du Bonheur, Michèle Arnéguy — ill. Paul Durand ; Souveraine no 140
- 1959 : L’Îlot des périls, Daniel-Girard — ill. Daniel Dupuy ; Souveraine no 141
- 1959 : Puck continue, Lisbeth Werner — ill. Pierre Le Guen ; Souveraine no 142
- 1959 : L'Escalier bleu, Renée Aurembou — ill. Jean Sidobre ; Souveraine no 143
- 1959 : Le Champion[14], Paul Berna — ill. Pierre Le Guen ; Souveraine no 144
- 1959 : La Caravelle, Jany Saint-Marcoux — ill. Daniel Dupuy ; Souveraine no 145
- 1959 : Les Mahuzier en Afrique, Philippe Mahuzier ; ill. Raoul Auger ; Souveraine no 146
- 1959 : Les Compagnons du Cerf d'argent, Jacqueline Dumesnil — ill. Henri Dimpre ; Souveraine no 147
- 1959 : Le Lis du ponte vecchio, René Garrus — ill. Gilles Valdès ; Souveraine no 148
- 1959 : Crack, chien patagon, Georges Catelin — ill. Henri Dimpre ; Souveraine no 149
- 1959 : Gulla trouve sa voie, Martha Sandwall-Bergström — ill. Daniel Dupuy ; Souveraine no 150
- 1960 : Un garçon dans la nuit, Michèle Arnéguy — ill. Paul Durand ; Souveraine no 151
- 1960 : Le Derrick Aux Abeilles, André Massepain — ill. Daniel Dupuy ; Souveraine no 152
- 1960 : La Grande Alerte, Paul Berna — ill. Jacques Pecnard ; Souveraine no 153 (voir no 304)
- 1960 : Villervalle dans les mers du Sud, Bengt Danielsson — ill. Raoul Auger ; Souveraine no 154
- 1960 : Deux oiseaux ont disparu, Jean Ollivier — ill. Pierre Le Guen ; Souveraine no 155
- 1960 : Églantine et l'aventure, Renée Aurembou — ill. Vanni Tealdi ; Souveraine no 156
- 1960 : La Longue Route de Chico, Estrid Ott — ill. Françoise Bertier ; Souveraine no 157
- 1960 : Espoir en 33 Tours, Jany Saint-Marcoux — ill. Daniel Dupuy ; Souveraine no 158
- 1960 : Le Prisonnier de la rivière noire[15], Thérèse Govy — ill. Jacques Pecnard ; Souveraine no 159
- 1960 : Christophe chef d'orchestre, Yvonne Meynier — ill. Jean Reschofsky ; Souveraine no 160
- 1961 : Le Secret de l'or, Madeleine Raillon — ill. Jacques Pecnard ; Souveraine no 161
- 1961 : Une affaire atomique, André Massepain — ill. Raoul Auger ; Souveraine no 162
- 1961 : Jeune Pépita[16], Martha Sandwall-Bergström — ill. Gilles Valdès ; Souveraine no 163
- 1961 : Cet été-là, Jany Saint-Marcoux — ill. Daniel Dupuy ; Souveraine no 164
- 1961 : Fraise des bois, Michèle Arnéguy — ill. Jean Reschofsky ; Souveraine no 165
- 1961 : Puck dans la neige, Lisbeth Werner — ill. Vanni Tealdi ; Souveraine no 166
- 1961 : Le Bout du monde, Paul Berna — ill. Jean Reschofsky ; Souveraine no 167 (voir no 305)
- 1961 : Chico poursuit sa route, Estrid Ott — ill. Françoise Bertier ; Souveraine no 168
- 1961 : Toukaram ou l'Age de l'amitié[17], Jean-François Pays — ill. Michel Gourlier ; Souveraine no 169
- 1961 : Le combat du cerf d'argent, Jacqueline Dumesnil — ill. Henri Dimpre ; Souveraine no 170
- 1961 : Indomptable Katy, Anne Clairac — ill. Françoise Bertier ; Souveraine no 171
- 1961 : Une petite fille attendait, Yvonne Meynier — ill. Pierre Le Guen ; Souveraine no 172
- 1961 : Un si joli petit théâtre, Jany Saint-Marcoux — ill. Michel Gourlier ; Souveraine no 173
- 1961 : L'Album de satin rouge, André de La Tourrasse — ill. Jacques Pecnard ; Souveraine no 174
- 1961 : Gulla se marie, Martha Sandwall-Bergström — ill. Daniel Dupuy ; Souveraine no 175
- 1961 : Sept garnements et une caméra, René Garrus — ill. Guy Maynard ; Souveraine no 176
- 1961 : Le village aux yeux fermés, M. Peyrouton de Ladebat — ill. Monique Bertoumeyrou ; Souveraine no 177
- 1962 : Les Mahuzier en Australie, Philippe Mahuzier — ill. Raoul Auger ; Souveraine no 178
- 1962 : Puck va bon train, Lisbeth Werner — ill. Pierre Le Guen ; Souveraine no 179
- 1962 : Les Secrets de l'étang, André Kédros — ill. Jacques Pecnard ; Souveraine no 180
- 1962 : Un lycée pas comme les autres, Yvonne Meynier — ill. Daniel Dupuy ; Souveraine no 181
- 1962 : La Piste du souvenir, Paul Berna — ill. Jean Reschofsky ; Souveraine no 182 (voir no 307)
- 1962 : Les Aventures de Tom Sawyer, Mark Twain — ill. Bertrand ; Souveraine no 183
- 1962 : Aniella, Saint-Marcoux — ill. Gilles Valdes ; Souveraine no 184
- 1963 : Au vent des Caraïbes, Jim Cobbler — ill. Raoul Auger ; Souveraine no 185
- 1963 : Eva, mon frère et moi, Augusta Séguy — ill. Bertrand ; Souveraine no 186
- 1963 : Le Fils de l'Empereur, André Castelot — ill. Raoul Auger ; Souveraine no 187
- 1962 : L’Émeraude de la Reine de Pologne, Anne Clairac — Ill. Françoise Bertier ; Souveraine no 188
- 1963 : La Dernière Charge[18], Jean-François Pays — ill. Michel Gourlier ; Souveraine no 189
- 1963 : L’Ânesse de Chico, Estrid Ott — ill. Françoise Bertier ; Souveraine no 190
- 1963 : Le Témoignage du chat noir, Paul Berna — ill. Daniel Dupuy ; Souveraine no 191 (voir no 308)
- 1963 : Télégramme de Lilliput, Henry Winterfeld — ill. Bertrand ; Souveraine no 192
- 1963 : La Grotte aux ours, André Massepain — ill. Jean Sidobre ; Souveraine no 193
- 1963 : Les Mains-blanches, Roger Jay — ill. Vanni Tealdi ; Souveraine no 194
- 1963 : Puck fait du cinéma, Lisbeth Werner — ill. Pierre Le Guen ; Souveraine no 195
- 1963 : Le Jardin sous la mer, Saint-Marcoux — ill. Daniel Dupuy ; Souveraine no 196
- 1964 : Le Chevalier de la Maison rouge, Alexandre Dumas — ill. Michel Gourlier ; Souveraine no 197
- 1964 : Erika des Collines, Yvonne Meynier — ill. Jacques Pecnard ; Souveraine no 198
- 1964 : L'Ascenseur volant, Annie M. G. Schmidt — ill. Michel Jouin ; Souveraine no 199
- 1964 : Village S.O.S., Marie Maraire — ill. Bertrand ; Souveraine no 200
- 1964 : Le Triomphe de Belle-Étoile, Blanche Chenery Perrin — ill. Pierre Le Guen ; Souveraine no 201
- 1964 : Marcus Imperator[19], Jean-François Pays — ill. Michel Gourlier ; Souveraine no 202
- 1964 : Goli ou le chant du soir , Eve Dessare — ill. Raoul Auger ; Souveraine no 203
- 1964 : Puck contre les voleurs, Lisbeth Werner — ill. Vanni Tealdi ; Souveraine no 204
- 1964 : Les Mahuzier au Canada, Philippe et Jacqueline Mahuzier — ill. Raoul Auger ; Souveraine no 205
- 1964 : L'Île aux phoques, Marie José Malavié — ill. Pierre Le Guen ; Souveraine no 206
- 1964 : Criss ou J'étais une idole, Saint-Marcoux — ill. Daniel Dupuy ; Souveraine no 207
- 1964 : La Mascotte du cours moyen, S. Gilmar — ill. Pierre Le Guen ; Souveraine no 208
- 1964 : Isabelle et son prince, Jacqueline Dumesnil — ill. Pierre Le Guen ; Souveraine no 209
- 1964 : Le Rescapé de Pompéi, Robert Fisker — ill. Jacques Pecnard ; Souveraine no 210
- 1964 : Le Prince impérial : cet autre Aiglon, Alain Decaux — ill. Raoul Auger ; Souveraine no 211
- 1964 : Puck a des ennuis, Lisbeth Werner — ill. Vanni Tealdi ; Souveraine no 212
- 1965 : Les Cent Malheurs des petits Cantebec, Andrée Dubois-Millot — ill. Daniel Dupuy ; Souveraine no 213
- 1965 : L'Incroyable Randonnée, Sheila Burnford (en)[20] — ill. Michel Gourlier ; Souveraine no 214
- 1965 : La Maison des Quatre-Vents, Colette Vivier — ill. Jacques Pecnard ; Souveraine no 215
- 1965 : Le Manoir solitaire, Harriet Evatt — ill. Félix Lacroix ; Souveraine no 216
- 1965 : L'Aigle dans la forêt, Colette Meffre — ill. Jacques Pecnard ; Souveraine no 217
- 1965 : Mon village au bord du ciel, Saint-Marcoux — ill. Gilles Valdès ; Souveraine no 218
- 1966 : La Fée des îles, Ève Dessarre — ill. Raoul Auger ; Souveraine no 217 (bis)
- 1966 : Rose et le clan des Campbell, Louisa May Alcott — ill. Pierre Le Guen ; Souveraine no 218 (bis)
- 1966 : Pour sauver le prince..., Cécile d'Argel — ill. Gilles Valdès ; Souveraine no 219
- 1966 : Un ban pour Puck, Lisbeth Werner — ill. Vanni Tealdi ; Souveraine no 220
- 1966 : Le frère que j'attendais, M. Peyrouton de Ladebat — ill. Monique Gorde ; Souveraine no 221
- 1966 : Sylvia et Bonnie au pays des loups[21], Joan Aiken — ill. Michel Gourlier ; Souveraine no 222
- .....:  Pas de no 223 et no 224 (pour rattraper les doublons no 217 et no 218?)
- 1966 : Francesco, Jacqueline Cervon — ill. Vanni Tealdi ; Souveraine no 225
- 1966 : Le Naufragé mystérieux, Arthur Catherall — ill. Maurice Parent ; Souveraine no 226
- 1966 : Menou jeune fille, Myonne — ill. Daniel Dupuy ; Souveraine no 227
- 1966 : Menou mariée, Myonne — ill. Daniel Dupuy ; Souveraine no 228
- 1966 : La Princesse endormie, Saint-Marcoux — ill. Michel Gourlier ; Souveraine no 229
- 1966 : Les Mahuzier chez les Indiens Guaraos, Albert et Philippe Mahuzier — ill. Raoul Auger ; Souveraine no 230
- 1967 : Le Mystère de l'abbaye brulée, Renée Aurembou — ill. Françoise Bertier ; Souveraine no 231
- 1967 : La Porte interdite, Odette Joyeux — ill. Michel Gourlier ; Souveraine no 232
- 1967 : Les Compagnons de Jéhu, Alexandre Dumas, co-production O.R.T.F.- Pathé-Cinéma adaptée de la série télévisée du même nom, réalisée par Michel Drach sur un scénario de Jacques Armand , ill. Photos ORTF ; Souveraine no 233
- 1967 : Les Corsaires, Claude Barma, Jacques Armand et Pierre Gaspard-Huit, adapté de la série télévisée Corsaires et Flibustiers par Pierre Lamblin, ill. Photos ORTF ; Souveraine no 234
- 1967 : Les Globe-trotters, René Havard, Jacqueline Cartier, Claude Boissol, Pierre Pelegri et Jacques Rémy, adapté de la série télévisée du même nom par Pierre Lamblin, ill. Photos ORTF ; Souveraine no 235
- 1967 : Le Secret du dragon, Marie José Malavié — ill. Daniel Dupuy ; Souveraine no 236
- 1967 : Aude de Blanchenef, Jacqueline Dumesnil — ill. Pierre Le Guen ; Souveraine no 237
- 1967 : Les Compagnons de Robin des bois, Donald Edwin Cooke  — ill. Henri Dimpre ; Souveraine no 238
- 1967 : Puck s'amuse, Lisbeth Werner — ill. Vanni Tealdi ; Souveraine no 239
- 1967 : Le Festival du rire, Jean-Charles — ill. Jean Chakir ; Souveraine no 240
- 1967 : Dans les coulisses du rugby, Roger Couderc, adaptation Henri Garcia, ill. Photos presse ; Souveraine no 241
- 1967 : Le Petit roi s'est évadé, Renée Tesnière — ill. André Naudy ; Souveraine no 242
- 1967 : Nikios, révolte à Babylone, Régine M. Reboul — ill. Bertrand ; Souveraine no 243
- 1967 : Mes victoires, mes défaites, ma vie, Michel Jazy — ill. Photos presse ; Souveraine no 244
- 1967 : Ma tendre panthère, Saint-Marcoux — ill. Maurice Paulin ; Souveraine no 245
- 1967 : Menou et François[22], Myonne — ill. Daniel Dupuy ; Souveraine no 246
- 1967 : Le Ski et ses champions, Roger Debaye — ill. (inconnu) ; Souveraine no 247
- 1967 : Le Commissaire Sinet et le mystère de l'autoroute du sud, Paul Berna — ill. Daniel Dupuy ; Souveraine no 248
- 1967 : Le Réseau secret du vieux moulin, Armand Dumazot — ill. Vanni Tealdi ; Souveraine no 249
- 1967 : Sous le soleil de Toutankhamon, Jean-François Pays — ill. Michel Gourlier ; Souveraine no 250
- 1967 : L'île au trésor, Robert Louis Stevenson, adapté de la série télévisée du même nom par Pierre Lamblin, ill. Photos ORTF ; Souveraine no 251[23].
- 1967 : Lagardère, Marcel Jullian d'après Paul Féval père et fils, adapté de la série télévisée du même nom par Pierre Castex, photographies O.R.T.F. et Véfilms ; Souveraine no 252
- 1967 : Retour a l'abbaye brûlée, Renée Aurembou — ill. Françoise Bertier ; Souveraine no 253
- 1967 : L'enfant du désert, Mary Elwyn Patchett — ill. Michel Gourlier ; Souveraine no 254
- 1967 : Prince des neiges, Jacqueline Cervon — ill. Vanni Tealdi ; Souveraine no 255
- 1967 : Le Chevalier Tempête, André-Paul Antoine et Pierre-Aristide Bréal, adapté de la série télévisée du même nom par Pierre Lamblin, ill. Photos ORTF ; Souveraine no 255 (Bis)
- 1967 : Les Habits noirs, Paul Féval, adapté par Jacques Siclier et écrit par Pierre Lamblin, photographies extraites du film réalisé par l'O.R.T.F. ; Souveraine no 256
- 1968 : Le félin géant, Joseph-Henry Rosny aîné — ill. Henri Dimpre ; Souveraine no 257
- 1968 : Puck demoiselle d'honneur, Lisbeth Werner — ill. Vanni Tealdi ; Souveraine no 258
- 1968 : Le cirque est mon royaume, Firmin Bouglione — ill. Michel Jouin ; Souveraine no 259
- 1968 : Nikios, les Barbares du bout du monde, Régine M. Reboul — ill. Bertrand ; Souveraine no 260
- 1968 : Le Commissaire Sinet et le mystère des poissons rouges, Paul Berna — ill. Daniel Dupuy ; Souveraine no 261
- 1968 : Les Globe-trotters, Objectif Mexico, Claude Boissol, Michel Lévine et Jean-Patrick Manchette, adapté de la série télévisée du même nom par Michel Lévine et Jean-Patrick Manchette, ill. Photos ORTF ; Souveraine no 262
- 1968 : Mon château des Baléares, Saint-Marcoux — ill. Michel Gourlier ; Souveraine no 263
- 1968 : Les maquisards de Bertrand du Guesclin, Jacqueline Dumesnil, — ill. Jacques Pecnard ; Souveraine no 264
- 1968 : L'évadé de Carthage, L.-N. Lavolle, — ill. Jacques Pecnard ; Souveraine no 265
- 1968 : Mon prince viendra, Myonne, — ill. Daniel Dupuy ; Souveraine no 266
- 1968 : Gérard Cordier aux jeux de Mexico, Roger Debaye, — ill. Photos: Presses-sports, Miroir des Sports, Roger Debaye, Studio Joal, A.F.P., The Associated Press Ltd, Office National du Tourisme mexicain; Souveraine no 267
- 1968 : Les Globe-trotters, Des Andes à l'Amazonie, Claude Boissol, Michel Lévine, Jacques Rémy et Jean-Patrick Manchette, adapté de la série télévisée du même nom par Michel Lévine et Jean-Patrick Manchette, ill. Photos ORTF ; Souveraine no 268
- 1968 : Le Grand Safari, Christian Zuber — ill. Photos Christian Zuber ; Souveraine no 269
- 1968 : Gorri le diable, Jacques Celhay, Rodolphe-Maurice Arlaud et Jean Faurez, adapté de la série télévisée du même nom par Pierre Lamblin, ill. Photos ORTF ; Souveraine no 270
- 1968 : Le fil d'Ariane, Gabrielle Dulac, — ill. Jean Reschofsky ; Souveraine no 272 (pas de no 271)
- 1968 : La Bataille du vieux village, Colette Meffre — ill. Vanni Tealdi ; Souveraine no 272 (bis)
- 1969 : Gérard Cordier revient de Mexico, Roger Debaye, — ill. Photos: Presses-sports, Roger Debaye, Comité d'Organisation olympique ; Souveraine no 273
- 1969 : Christine chez les Grangier, Hélène Ray — ill. Monique Gorde ; Souveraine no 274
- 1969 : Puck et l'affaire des 60 couronnes, Lisbeth Werner — ill. Vanni Tealdi ; Souveraine no 275
- 1969 : Le Cheval des ténèbres, L.-N. Lavolle — ill. Michel Gourlier ; Souveraine no 276
- 1969 : L'Épave de la Bérénice, Paul Berna — ill. Bertrand ; Souveraine no 277[24]
- 1969 : La Dot de Marilys, Myonne — ill. Daniel Dupuy ; Souveraine no 278
- 1969 : Du riz pour Sissoko, Yolande Vidal — ill. Bertrand ; Souveraine no 279
- 1969 : Un taxi dans les nuages, Gérard Sire et Paulette Despostes, adapté de la série télévisée du même nom [25], ill. Photos ORTF ; Souveraine no 280
- 1969 : Silvio ou l'Été florentin, Jean-Côme Noguès — ill. Pierre Le Guen ; Souveraine no 281
- 1969 : Le Sorcier aux yeux bleus, Jean-François Pays — ill. Michel Gourlier ; Souveraine no 282
- 1969 : Kohzad, berger des steppes, Marcelle Manceau — ill. Michel Gourlier ; Souveraine no 283
- 1969 : Les Pionniers du bout du monde, Eleanor Spence — ill. Jean Reschofsky ; Souveraine no 284
- 1970 : Temps d'orage, Alice Piguet — ill. Jacques Pecnard ; Souveraine no 285
- 1970 : Puck et la mercedes blanche, Lisbeth Werner — ill. Vanni Tealdi ; Souveraine no 286
- 1970 : La Coupe d'ambre, Mabel Esther Allan — ill. Jean Reschofsky ; Souveraine no 287
- 1970 : Qui est Paméla?, Henry Winterfeld — ill. Monique Gorde ; Souveraine no 288
- 1970 : Opération oiseau-noir, Paul Berna — ill. Jean Retailleau — ill. Bertrand ; Souveraine no 289
- 1970 : Tistou les pouces verts, Maurice Druon — ill. Michel Gourlier ; Souveraine no 290
- 1970 : La frontière à travers champ, Renée Arembou, préface du Colonel Rémy, ill. Michel Jouin ; Souveraine no 291
- 1970 : Corinne qui voulait danser, Saint-Marcoux — ill. Jean Reschofsky ; Souveraine no 292
- 1970 : Rose des neiges, Myonne — ill. Daniel Dupuy ; Souveraine no 293
- 1970 : Un flash explosif !, Annick de Villiers et Yette Cayré — ill. Michel Jouin ; Souveraine no 294
- 1971 : La Porte ouverte, Colette Vivier — ill. Jacques Pecnard ; Souveraine no 295
- 1971 : Les Mahuzier et les oiseaux migrateurs, Philippe et Albert Mahuzier — ill. Romain Simon ; Souveraine no 296
- 1971 : Puck et le mystère des diables volants, Lisbeth Werner — ill. Bertrand ; Souveraine no 297
- 1971 : Ursula, Monique Ponty — ill. Monique Gorde ; Souveraine no 298
- 1971 : Mon pays sous les eaux, Jean-Côme Noguès — ill. Pierre Le Guen ; Souveraine no 299
- 1971 : Corinne et son prince, Saint-Marcoux — ill. Jean Reschofsky  ; Souveraine no 300
- 1971 : La tête pleine de chansons, Ève Dessarre — ill. Jean Retailleau ; Souveraine no 301
- 1971 : Un voyage romanesque, Elizabeth Coatsworth — ill. Jacques Pecnard ; Souveraine no 302
- 1972 : Une école pour Sissoko, Yolande Vidal — ill. Michel Gourlier ; Souveraine no 303
- 1972 : La grande alerte, Paul Berna — ill. Jacques Pecnard ; Souveraine no 304 (réédition du no 153)
- 1972 : Le Bout du Monde, Paul Berna — ill. Jean Reschofsky ; Souveraine no 305 (réédition du no 167)
- 1972 : Églantine des chemins, Renée Aurembou — ill. Pierre Dehay ; no 306 (réédition du no 103)
- 1972 : La piste du souvenir, Paul Berna — ill. Jean Reschofsky ; Souveraine no 307 (réédition du no 182)
- 1972 : Le Témoignage du chat noir, Paul Berna — ill. Daniel Dupuy ; Souveraine no 308 (réédition du no 191)
- 1972 : Un terre-neuve pour l'été, Michelle Gilles — ill. Michel Gourlier ; Souveraine no 309
- 1972 : Puck et le trésor, Lisbeth Werner — ill. Bertrand ; Souveraine no 310
- 1972 : L'affaire du Miqueou, L.-N. Lavolle — ill. Michel Gourlier ; Souveraine no 311
- 1972 : Jeannot le navigateur, Jacqueline Boisyvon — ill. Jacques Pecnard ; Souveraine no 311 (bis)
- 1972 : La Grande roue, Colette Vivier — ill. Jacques Pecnard ; Souveraine no 313
- 1972 : La maison des Parker, Suzanne Malaval — ill. Huguette Wolinetz ; Souveraine no 314
- 1973 : Coorinna, le loup de Tasmanie, Erle Wilson — ill. Michel Gourlier ; Souveraine no 315
- 1973 : Puck et Pim, Lisbeth Werner — ill. Bertrand ; Souveraine no 316
- 1973 : Le chien Job, François Ponthier — ill. Jean Retailleau ; Souveraine no 317
- 1973 : Diégo, Serge Durousseau — ill. Michel Gourlier ; Souveraine no 318
- 1973 : La maison d'Épiphalia, Jacqueline Verly — ill. Jacqueline Verly ; Souveraine no 319
- 1973 : Le chemin de l'écluse, Monique Ponty — ill. Jacques Pecnard ; Souveraine no 320
- 1973 : Les enfants de la Nouvelle-France, Renée Arembou — ill. Jacques Pecnard ; Souveraine no 321
- 1973 : Les Cinq au bord de l'eau, Jane Flory — ill. Monique Gorde ; Souveraine no 322
- 1974 : Florian la Rose, Serge Durousseau — ill. Jacques Pecnard ; Souveraine no 323
- 1974 : Puck et le savant distrait, Lisbeth Werner — ill. Bertrand ; Souveraine no 324
- 1974 : La maison des Castans, Suzanne Malaval  — ill. Monique Gorde ; Souveraine no 325
- 1974 :  Le Castor Grogh et sa tribu, Alberto Manzi — ill. Michel Gourlier; Souveraine no 326
- 1974 : L’Épée flamboyante, Marcelle Manceau — ill. Omer Anamur ; Souveraine no 327
- 1975 : Chiquito, Ève Dessarre — ill. Jean Retailleau ; Souveraine no 328
- 1975 : Betsy, Dorothy Canfield Fisher — ill. Patrice Harispe ; Souveraine no 329
- 1975 : La Rivière sans soleil, Fernand Lambert — ill. Daniel Billon ; Souveraine no 330
- 1975 : La chasse au sartan, Suzanne Malaval — ill. Jean Retailleau ; Souveraine no 331
- 1975 : Un petit gars du nom de Quinquembois, Anne Beauchamps — ill. Véronique Cau ; Souveraine no 332
- 1975 : Un château pour Sandra, James Stagg — ill. Jacques Pecnard ; Souveraine no 333
- 1975 : Puck et Pedro le malicieux, Lisbeth Werner — ill. Jacques Fromont ; Souveraine no 334
- 1975 : Le serment de la grotte, Dominique Mérange, — ill. Jean Retailleau ; Souveraine no 335
- 1975 : Le chien de Gratteloup, Monique Ponty — ill. Jacques Pecnard ; Souveraine no 336
- 1975 : Anna, la ballerine, Noel Streatfeild, — ill. Michel Gourlier; Souveraine no 337
- 1975 : La Victoire de Marielle, Ève Dessarre — ill. Daniel Billon ; Souveraine no 338
- 1975 : Puck et le mystère du marais, Lisbeth Werner — ill. Vanni Tealdi ; Souveraine no 339
- 1976 : A Peyreloube, un été, Hélène Coudrier — ill. Jean Retailleau ; Souveraine no 340
- 1976 : Les loupiots du haut-ravin, Jacqueline Verly — ill. Jacqueline Verly ; Souveraine no 341
- 1976 : Clémentine veut sa liberté, Jane Flory — ill. Patrice Harispe ; Souveraine no 342
- 1976 : Le Secret de maître Léonard, Anne Clairac — ill. Annie-Claude Martin ; Souveraine no 343
- 1976 : Colline poussiéreuse, Ève Dessarre — ill. Vanni Tealdi ; Souveraine no 344
- 1976 : Bonjour Marion, Colette Vivier — ill. Patrice Harispe ; Souveraine no 345
- 1977 : Trois pays pour la petite Anna, Judith Kerr — ill. Monique Gorde ; Souveraine no 346
- 1977 : Le prince noir, Philippe et Janine Saint-Gil — ill. Michel Gourlier; Souveraine no 347
- 1977 : Les Aventures de Pinocchio, Carlo Collodi — ill. Jean Reschofsky ; Souveraine no 348
- 1977 : Puck et le mystère du billet de loterie, Lisbeth Werner — ill. Vanni Tealdi ; Souveraine no 349
- 1977 : Bruno et le mystère des égouts, Dominique Roulet — ill. Jean-Louis Boutier ; Souveraine no 350
- 1977 : Sébastien parmi les hommes, Cécile Aubry — ill. Annie-Claude Martin ; Souveraine no 351
- 1977 : Six garçons et filles sur l'Albertine, Edith Unnerstad — ill. Jean Reschofsky ; Souveraine no 352
- 1977 : Le Prince et le Pauvre, Mark Twain — ill. Jean Reschofsky ; Souveraine no 353
- 1977 : L'autre chez les corsaires, Simone Martin-Chauffier — ill. Arias Crespo ; Souveraine no 354
- 1977 : Julie et les autre, Renée Jayez — ill. Marie-Claude Guyetand ; Souveraine no 355
- 1977 : Les demoiselles de l'île Feydeau, Yvon Mauffret — ill. Annie Beynel ; Souveraine no 356
- 1977 : La fiancée du viking, Pierre Debresse — ill. Jean Reschofsky ; Souveraine no 357
- 1977 : Sébastien et la Mary-Morgane: le capitaine Louis Maréchal, Cécile Aubry — ill. Annie-Claude Martin ; Souveraine no 358
- 1977 : Sébastien et la Mary-Morgane: le retour du Narval, Cécile Aubry — ill. Annie-Claude Martin ; Souveraine no 359
- 1977 : Le mur-d'en haut, Serge Durousseau,  — ill. Jean-Jacques Vayssière ; Souveraine no 360
- 1978 : Goulven, Yvon Mauffret, — ill. Jean Reschofsky ; Souveraine no 361
- 1978 : La maison du fou, Suzanne Malaval — ill. Patrice Harispe ; Souveraine no 362
- 1978 : Puck et l'inconnu à la veste de cuir, Lisbeth Werner — ill. Vanni Tealdi ; Souveraine no 363[26]

### Bibliothèque Rouge et Or, Série Dauphine
- 1957 : Les Vacances d'Isabelle, Véronique Day — ill. Luce Lagarde ; Dauphine no 02
- 1957 : Quatre filles sur un mur, Renée Manière — ill. G. de Sainte-Croix ; Dauphine no 03
- 1957 : Le Chemin des étoiles, Dominique François — ill. Gilles Valdès ; Dauphine no 04
- 1957 : La Reine des neiges, Hans Christian Andersen — ill. Lars Bo ; Dauphine no 05
- 1957 : Bob, chasseur d'éléphants[27], Dock Hogue — ill. Raoul Auger ; Dauphine no 06
- 1957 : L'Oiseau d'Afrique, Jacqueline Puissant — ill. Guy Sabran ; Dauphine no 07
- 1957 : Par 20 mètres de fond, Arthur Catherall — ill. Henri Dimpre ; Dauphine no 08
- 1957 : Le Mercure d'or, Jean Ollivier — ill. Pierre Le Guen ; Dauphine no 09
- 1957 : Les Trois Aventureux, Lily Jean-Javal — ill. Françoise Bertier ; Dauphine no 10
- 1957 : Mes vols, Jean Mermoz — ill. Roger Brard ; Dauphine no 11
- 1957 : Brave Duke, Joseph E. Chipperfield — ill. Henri Dimpre ; Dauphine no 12
- 1958 : Les Chevaliers de l'autorail, Michel Bourguignon — ill. Gilles de Sainte-Croix ; Dauphine no 13
- 1958 : Tombée du ciel, Henry Winterfeld — ill. Luce Lagarde ; Dauphine no 14
- 1958 : Ce beau temps-là, Léonce Bourliaguet — ill. Mixi-Bérel ; Dauphine no 15
- 1958 : Les 3 cavaliers d'Iraty, Michèle Arnéguy  — ill. Raoul Auger ; Dauphine no 16
- 1958 : L'Expédition du Puy Caprice, Yvonne Meynier — ill. Pierre Le Guen ; Dauphine no 17
- 1958 : Ouragan l'étalon Sauvage, Joseph E. Chipperfield — ill. Henri Dimpre ; Dauphine no 118
- 1958 : Le Pinson Caruso et ses amis, Jacob Sann — ill. Luce Lagarde ; Dauphine no 19
- 1958 : Aléa, fille des glaces, Anauta — ill. Jean Sidobre ; Dauphine no 20
- 1958 : Susy et Solveig, Gretha Stevns — ill. Mixi-Bérel ; Dauphine no 21
- 1958 : La Vallée des éponges de Jean Ollivier ; ill. Pierre Le Guen ; Dauphine no 22
- 1958 : Histoires de bêtes, Camille Lacroix — ill. Luce Lagarde ; Dauphine no 23
- 1958 : La Case de l'oncle Tom, Harriet Beecher Stowe — ill. Raoul Auger ; Dauphine no 24
- 1958 : Pipo le Magnifique, Dominique François — ill. Françoise Bertier ; Dauphine no 25
- 1959 : Dix contes de Grimm, Grimm — ill. Luce Lagarde ; Dauphine no 27
- 1959 : Les Robinsons de la nuit, Véronique Day — ill. Françoise Bertier ; Dauphine no 28
- 1959 : Poum et Zette, Paul et Victor Margueritte — ill. Luce Lagarde ; Dauphine no 29
- 1959 : La Clé du bahut, Ella Monkton — ill. Pierre Le Guen ; Dauphine no 30
- 1959 : Corinne, Plum et Démon, Renée Manière — ill. Jean Sidobre ; Dauphine no 31
- 1959 : Trois garçons et un ruisseau fou, Yvonne Meynier — ill. Françoise Bertier ; Dauphine no 32
- 1959 : Le Trésor du noble Jean, Paulette Blonay — ill. Luce Lagarde ; Dauphine no 33
- 1959 : Le Club de l'espace, Michel Bourguignon — ill. G. de Sainte-Croix ; Dauphine no 34
- 1959 : Cendrillon n'ira pas au bal, Lisa Tetzner' — ill. Luce Lagarde ; Dauphine no 135
- 1959 : L’Ile fantôme, Hugues Varnac — ill. G. de Sainte-Croix ; Dauphine no 36
- 1959 : Jim Clark au Grand Nord, G. Sellier-Leclercq — ill. Gilles Béquet ; Dauphine no 137
- 1959 : Les Mascottes du Tahiti-Nui[28], Jaime Bustos Mandiola — ill. Pierre Le Guen ; Dauphine no 38
- 1959 : La Fille du potier, Marguerite Thiébold — ill. G. de Sainte-Croix ; Dauphine no 40
- 1960 : Sans famille, Hector Malot — ill. Françoise Bertier ; Dauphine no 41-42
- 1960 : Corentin et l'île aux oiseaux, Yvonne Meynier — ill. Pierre Le Guen ; Dauphine no 43
- 1960 : Le Jardin à l'éléphant jaune, Renée Manière — ill. Françoise Bertier ; Dauphine no 144
- 1960 : Un amour de poney, Dominique François — ill. Jean Sidobre ; Dauphine no 45
- 1960 : L'Auberge de l'Ange gardien, Comtesse de Ségur — ill. Guy Sabran ; Dauphine no 46
- 1960 : Nanouk, chasseur des neiges, Hélène Vallée — ill. Luce Lagarde ; Dauphine no 47
- 1960 : L'Ourson du Marais d'Or, Bjørn Rongen — ill. Pierre Le Guen ; Dauphine no 48
- 1960 : Isabelle et les géants, Véronique Day — ill. Pierre Le Guen ; Dauphine no 49
- 1960 : Marie aux chansons de France, Roberte Lamury — ill. Luce Lagarde ; Dauphine no 50
- 1960 : Le Poulain Balthazar, Heinrich Maria Denneborg — ill. Jean Sidobre ; Dauphine no 52
- 1960 : En famille, Hector Malot (2 vol) — ill. Françoise Bertier ; Dauphine no 53
- 1961 : Pipo, chevalier sans reproche, Dominique François — ill. Françoise Bertier ; Dauphine no 55
- 1961 : Marquise en sabots, Jacqueline Dumesnil — ill. Manon Iessel ; Dauphine no 56
- 1961 : Godefroy, petit page, Véronique Day — ill. Pierre Le Guen ; Dauphine no 57
- 1961 : La Croix-des-Neiges, Renée Aurembou — ill. Luce Lagarde ; Dauphine no 59
- 1961 : Susy et Cie de Gretha Stevns — ill. Françoise Bertier ; Dauphine no 60
- 1961 : Contes de la petite cafetière, May d'Alençon — ill. Luce Lagarde ; Dauphine no 61
- 1961 : La Petite Fille des bois perdus, Renée Manière — ill. Jean Sidobre ; Dauphine no 163
- 1961 : Reste avec nous, petite sœur !, Aili Konttinen — ill. Vanni Tealdi ; Dauphine no 65
- 1961 : Yance, chasseur intrépide, William Steele — ill. Henri Dimpre ; Dauphine no 66
- 1961 : Bibi-coucou, le joyeux chemineau, May d'Alençon — ill. Luce Lagarde ; Dauphine no 67
- 1961 : Nouvelles aventures de Susy, Gretha Stevns — ill. Françoise Bertier ; Dauphine no 68
- 1962 : La Famille Cherry de la Maison sur la Rivière[29], Will Scott — ill. Pierre Le Guen ; Dauphine no 69
- 1962 : Marquise en sabots, Jacqueline Dumesnil — ill. Manon Iessel ; Dauphine no 56
- 1962 : Nicki, le petit phoque, Edith Grotkop — ill. Monique Berthoumeyrou ; Dauphine no 71
- 1962 : Le Chalet des joues roses, Renée Aurembou — ill. Mixi-Bérel ; Dauphine no 72
- 1962 : Les Trois Mousses, Jacques Christophe — ill. Françoise Bertier ; Dauphine no 73
- 1962 : Isabelle et la maison qui roule, Véronique Day — ill. Pierre Le Guen ; Dauphine no 74
- 1962 : Les Cherry et compagnie[30], Will Scott — ill. Pierre Le Guen ; Dauphine no 75
- 1962 : Bibi-Coucou reprend la route, May d'Alençon — ill. Luce Lagarde ; Dauphine no 76
- 1963 : Futino venu du ciel, Patrice Guillois — ill. Françoise Dudal ; Dauphine no 77
- 1963 : La Princesse aveugle, Dominique François — ill. M. Berthoumeyrou ; Dauphine no 78
- 1963 : Susy fait des siennes, Gretha Stevns — ill. Françoise Bertier ; Dauphine no 79
- 1963 : Nic et Pat jouent au détective, Edward Home-Gall — ill. M. Berthoumeyrou ; Dauphine no 80
- 1963 : Les Cherry au bord de la mer[31], Will Scott — ill. Pierre Le Guen ; Dauphine no 83
- 1963 : Tu seras heureuse Rita, J. Christiaens — ill. Pierre Le Guen ; Dauphine no 185
- 1963 : La Cabane dans les sapins, Renée Aurembou — ill. Bertrand ; Dauphine no 86
- 1963 : Les Cherry et la double flèche[32], Will Scott — ill. Pierre Le Guen ; Dauphine no 187
- 1963 : Ouragan, l'étalon sauvage[33], Joseph E. Chipperfield — ill. Henri Dimpre ; Dauphine no 18
- 1964 : Trois gamins malicieux, Henri de Venel — ill. Pierre Le Guen ; Dauphine no 89
- 1964 : Les Vacances de Line et Lou, Colette Meffre — ill. Luce Lagarde ; Dauphine no 90
- 1964 : Juanito devient un homme, Jacques Christophe — ill. M. Berthoumeyrou ; Dauphine no 91
- 1964 : Les Vacances, Comtesse de Ségur — ill. Luce Lagarde ; Dauphine no 94
- 1964 : Pauvre Blaise, Comtesse de Ségur — ill. Luce Lagarde ; Dauphine no 95
- 1964 : Susy et le charbonnier, Gretha Stevns — ill. Françoise Bertier ; Dauphine no 97
- 1964 : Le Secret du grand mur, Yvon Mauffret — ill. M. Berthoumeyrou ; Dauphine no 100
- 1964 : Le Cavalier de la pampa, Dominique François — ill. Bertrand ; Dauphine no 101
- 1964 : S.O.S., Isabelle !, Véronique Day — ill. Luce Lagarde ; Dauphine no 102
- 1964 : Line et Lou sur les mers, Colette Meffre — ill. Luce Lagarde ; Dauphine no 103
- 1964 : Les Quatre de la rue sans issue, Marie Maraire — ill. Anne Bozellec ; Dauphine no 104
- 1965 : Les Deux Nigauds, Comtesse de Ségur — ill. Luce Lagarde ; Dauphine no 105
- 1965 : François le bossu, Comtesse de Ségur — ill. Luce Lagarde ; Dauphine no 106
- 1965 : Les Voisins de la villa Cabri, Marie-Dominique Poinsenet — ill. Pierre Le Guen ; Dauphine no 107
- 1965 : La Sœur de Gribouille, Comtesse de Ségur — ill. Luce Lagarde ; Dauphine no 109
- 1965 : Susy en pension, Gretha Stevns — ill. Françoise Berthier ; Dauphine no 110
- 1965 : Les Trois Aventureux, Lily Jean-Javal — ill. Françoise Bertier ; no 110 (bis, également en Bibliothèque Rouge et Or)
- 1965 : Petit-Jo et la vitrine de Noël, Renée Aurembou — ill. Bertrand ; Dauphine no 111
- 1965 : Rosie et les trois mousses, Jacques Christophe — ill. Françoise Bertier ; Dauphine no 112
- 1965 : Le Mauvais Génie, Comtesse de Ségur — ill. Luce Lagarde ; Dauphine no 113
- 1966 : Sambo le petit Camerounais, J. Christiaens — ill. Michel Gourlier ; Dauphine no 116
- 1966 : Line et Lou au fil des jours, Colette Meffre — ill. Luce Lagarde ; Dauphine no 117
- 1966 : Les Quatre et le mystère du vieux Pérou, Marie Maraire — ill. Anne Bozellec ; Dauphine no 118
- 1966 : Pampelune, chien trouvé, Cécile d'Argel — ill. Pierre Le Guen ; Dauphine no 119
- 1966 : Susy sur la glace, Gretha Stevns — ill. Françoise Berthier ; Dauphine no 120
- 1966 : L'École de la forêt vierge, Letta Schatz — ill. Anne Bozellec ; Dauphine no 121
- 1966 : Monsieur La Pervenche et le Gentil Cahin-Caha[34], Joan Drake — ill. Luce Lagarde ; Dauphine no 122
- 1966 : M'toto le bébé éléphant, Alyce Shinn Fechter — ill. Vanni Tealdi ; Dauphine no 123
- 1966 : Contes choisis, Comtesse de Ségur — ill. Luce Lagarde ; Dauphine no 125
- 1966 : Sélim, le petit marchand de bonheur, Jacqueline Cervon — ill. Bertrand ; Dauphine no 126
- 1966 : Jean qui grogne et Jean qui rit, Comtesse de Ségur — ill. Luce Lagarde ; Dauphine no 127
- 1966 : L'Oncle Fritz revient d'Amérique, Annemarie Norden — ill. Jacques Pecnard ; Dauphine no 128
- 1967 : Jim et Bouriffon, Edward Home-Gall — ill. Vanni Tealdi ; Dauphine no 129
- 1967 : Susy fait du camping, Gretha Stevns — ill. Françoise Bertier ; Dauphine no 130
- 1967 : Le Petit Pêcheur de Venise, Jacques Christophe — ill. Michèle Lebas ; Dauphine no 131
- 1967 : Jim et Bouriffon, Edward Home-Gall — ill. Vanni Tealdi ; Dauphine no 229
- 1967 : Les Quatre et le chemin interdit]', Marie Maraire — ill. Monique Gorde ; Dauphine no 132
- 1967 : La Dernière Bagarre, Dominique François — ill. Jean Sidobre ; Dauphine no 133
- 1967 : Isabelle et Piou-Piou, Véronique Day — ill. Luce Lagarde ; Dauphine no 135
- 1967 : Le Bonheur de Rita, J. Christiaens — ill. Pierre Le Guen ; Dauphine no 136
- 1967 : Quel amour d'enfant !, Comtesse de Ségur — ill. Luce Lagarde ; Dauphine no 138
- 1967 : La Mystérieuse Petite Sœur, Harriet Evatt — ill. Monique Gorde ; Dauphine no 139
- 1968 : Le Mauvais Génie, Comtesse de Ségur — ill. Luce Lagarde ; Dauphine no 113
- 1968 : C'est notre secret, Vasco, Sonia — ill. Pierre Le Guen ; Dauphine no 140
- 1968 : Après la pluie, le beau temps, Comtesse de Ségur — ill. Luce Lagarde ; Dauphine no 115
- 1968 : Blondy du pays vert, Johnny — ill. Vanni Tealdi ; Dauphine no 142
- 1968 : Deux enfants en détresse, Annemarie Norden — ill. Bertrand ; Dauphine no 143
- 1968 : You, petit poisson, Maurice Limat — ill. Vanni Tealdi ; Dauphine no 144
- 1968 : La Fête des lumières, Renée Vally-Samat — ill. Bertrand ; Dauphine no 145
- 1968 : La Demoiselle du roy, Alice Piguet — ill. Jean Reschofsky ; Dauphine no 146
- 1968 : Belle et Toni de nulle part, Anne Pierjean — Dauphine no 148
- 1968 : Trois petits ours pleins d'amour, Margaret J. Baker ; ill. Michèle Le Bas ; Dauphine no 149
- 1969 : Sambo, Rita et Kakao, J. Christiaens — ill. Michel Gourlier ; Dauphine no 156
- 1969 : Le Mystère du poney perdu, Alan Stone — ill. Monique Gorde ; Dauphine no 157
- 1969 : Benoît, l'arbre et la lune, Jacqueline Cervon — ill. Béatrice Dorge ; Dauphine no 158
- 1969 : Le Petit Grégoire et l'Icône russe, Rumer Godden[35] — ill. Michèle Le Bas ; Dauphine no 159
- 1969 : Petit-Jo et le jardin des plantes, Renée Aurembou — ill. Bertrand ; Dauphine no 160
- 1969 : Malouguette et la chatte rouge, Anne Pierjean — ill. Pierre Le Guen ; Dauphine no 162
- 1969 : Les Cinq du chalet d'en haut, Viola Wahlstedt-Guillemaut — ill. Vanni Tealdi ; Dauphine no 163
- 1969 : Les Bonheurs de Sophie, Jeannine Tisserand — ill. Monique Gorde ; Dauphine no 164
- 1969 : La Mystérieuse Lumière bleue[36], Harriet Evatt — ill. Monique Gorde ; Dauphine no 165
- 1970 : Line et Lou à Hong-Kong, Colette Meffre — ill. Luce Lagarde ; Dauphine no 166
- 1970 : Personne ne croyait Aslak, Viola Wahlstedt-Guillemaut — ill. Monique Gorde, Dauphine no 167
- 1970 : L'Hirondelle m'a dit, Luce Fillol — ill. Michèle Le Bas ; Dauphine no 168
- 1970 : Bimbo le petit lion, Janine Chardonnet — ill. Michel Rainaud ; Dauphine no 172
- 1970 : Steve et le chien sorcier, Anne Pierjean — ill. (inconnu), Dauphine no 174
- 1970 : L'Anniversaire de Caroline[37], James Krüss — ill. (inconnu), Dauphine no 175
- 1970 : Sylvain et le renard, John Montgomery — ill. Monique Gorde, Dauphine no 177
- 1970 : Les Chevaliers du Stromboli, Jacqueline Cervon — ill. Vanni Tealdi ; Dauphine no 178
- 1971 : Vitalinus et les figues, Hélène Coudrier — ill. René Péron ; Dauphine no 179
- 1971 : La Petite fille au kimono rouge, Kay Haugaard — ill. Monique Gorde ; Dauphine no 180
- 1971 : Patte de tigre sur le sentier de la guerre, Edith Unnerstad — ill. Michèle Le Bas ; Dauphine no 182
- 1971 : David et Sylvie au drôle de pays, Anne Pierjean — ill. Pierre Le Guen ; Dauphine no 183
- 1971 : Le Petit manège de tonton Léonard, Yvon Mauffret — ill. Philippe Verrièle ; Dauphine no 187
- 1971 : Miss Pickerell va dans la planète Mars', Ellen MacGregor — ill. Claude Verrier ; Dauphine no 188
- 1971 : Lisbeth et le petit farceur, Jaap Ter Haar — ill. Michel Rainaud ; Dauphine no 190
- 1971 : Allô ! Allô ! Nicolas !, Janine Chardonnet — ill. Michèle Le Bas ; Dauphine no 191
- 1971 : Le Mystère de la vieille Guimbarde, Alan Stone — ill. Monique Gorde ; Dauphine no 192
- 1971 : Amadou le bouquillon, Charles Vildrac — ill. Liliane Blondel ; Dauphine no 193
- 1971 : Toufou et Pouquette, Gabrielle Thévenin — ill. Annie Le Polotec ; Dauphine no 194
- 1972 : Line et Lou chez le sire de Roquelune, Colette Meffre — ill. Monique Gorde ; Dauphine no 195
- 1972 : Djinn la Malice, Jacqueline Cervon — ill. Jean Retailleau ; Dauphine no 197
- 1972 : Vitalis et les faux sesterces, Hélène Coudrier — ill. Jacques Pecnard ; Dauphine no 199
- 1972 : Amik et son petit loup, Dirk Van Loon — ill. Anny Le Polotec ; Dauphine no 200
- 1972 : Tim et le palais merveilleux, Ève Dessarre — ill. Bertrand ; Dauphine no 201
- 1972 : David et Sylvie et le drôle d'Espion, Anne Pierjean — ill. Monique Gorde ; Dauphine no 203
- 1972 : Lisbeth et Panache, le petit écureuil, Jaap Ter Harr — ill. Anny Le Polotec ; Dauphine no 204
- 1972 : Nouni et son arche, Gabrielle Thévenin — ill. Anny Le Polotec ; Dauphine no 208
- 1973 : Un merveilleux grand-père, Jaroslava Blazkova — ill. Marie Chartrain ; Dauphine no 209
- 1973 : Johannet et le Courage de Fontfraiche, Hélène Coudrier — ill. Jacques Pecnard ; Dauphine no 211
- 1973 : Bouli et le barbu, Yvon Mauffret — ill. Boiry ; Dauphine no 215
- 1973 : Le Mystère du moulin à vent, Harriet Evatt — ill. Monique Gorde ; Dauphine no 216
- 1973 : L'Affaire des sifflets à roulette, Hertha von Gebhardt — ill. Marie Chartrain ; Dauphine no 217
- 1973 : David et l'ennemi de Sylvie, Anne Pierjean — ill. Monique Gorde ; Dauphine no 218
- 1974 : La Boutique aux histoires, Jacqueline Verly — ill. de l'auteur ; Dauphine no 221
- 1974 : Miss Pickerell fait de la plongée sous-marine, Ellen MacGregor — ill. Claude Verrier ; Dauphine no 222
- 1974 : Cady et son âne, Janine Chardonnet — ill. Monique Gorde ; Dauphine no 223
- 1974 : Jehannot et la petite Sarrasine, Hélène Coudrier — ill. Jacques Pecnard ; Dauphine no 224
- 1974 : Coumba du pays oublié des pluies, Jacqueline Cervon — ill. Jean Retailleau ; Dauphine no 226
- 1974 : Lisbeth au jardin des rêves, Jaap Ter Haar — ill. Anny Le Polotec ; Dauphine no 228
- 1974 : Un petit homme nommé Pierrot, Pierre Cobonne — ill. Jacques Pecnard ; Dauphine no 230
- 1974 : Le Secret de la Baie Solitaire, Harriet Evatt — ill. Monique Gorde ; Dauphine no 231
- 1974 : Les Trois cheveux d'or, Gabrielle Thévenin— ill. Suzette Marcoux ; Dauphine no 233
- 1975 : Attention ! Clémentine, L. Pujol-Mauriès — ill. Monique Gorde ; Dauphine no 237
- 1975 : Miss Pickerell remplace le shérif, Ellen MacGrégor — ill. Claude Verrier ; Dauphine no 238
- 1975 : Johantet et le seigneur des aigles, Hélène Coudrier — ill. Jacques Pecnard ; Dauphine no 239
- 1976 : Et l'aventure Nathalie..., Yvonne Meynier — ill. Jacques Pecnard ; Dauphine no 247
- 1976 : Miss Pickerell remplace le shérif, Ellen MacGrégor — ill. Claude Verrier ; Dauphine no 253
- 1976 : Benoît le diplodocus, Henriette Bichonnier —ill.Brigitte Paris ; Dauphine no 4 407
- 1976 : Jehan des cloches, Hélène Coudrier — ill. Jacques Pecnard ; Dauphine no 257
- 1977 : Jeantou le gâte-sauce, Hélène Coudrier — ill. Jacques Pecnard ; Dauphine no 265
- 1977 : Le Jardin d'Antoine, Henriette Bichonnier — ill Pef ; Dauphine no 4 363

### Bibliothèque Rouge et Or, Sous-série Télé-Souveraine
- Les Compagnons de Jéhu, Alexandre Dumas (1967), co-production O.R.T.F.- Pathé-Cinéma adaptée de la série télévisée du même nom, réalisée par Michel Drach sur un scénario de Jacques Armand , ill. Photos ORTF ; Souveraine no 233
- Les Corsaires, Claude Barma, Jacques Armand et Pierre Gaspard-Huit (1967), adapté de la série télévisée Corsaires et Flibustiers par Pierre Lamblin, ill. Photos ORTF ; Souveraine no 234
- Les Globe-trotters, René Havard, Jacqueline Cartier, Claude Boissol, Pierre Pelegri et Jacques Rémy (1967), adapté de la série télévisée du même nom par Pierre Lamblin, ill. Photos ORTF ; Souveraine no 235
- Dans les coulisses du rugby, Roger Couderc, adaptation Henri Garcia (1967), ill. Photos presse ; Souveraine no 241
- L'île au trésor, Robert Louis Stevenson (1967), adapté de la série télévisée du même nom par Pierre Lamblin, ill. Photos ORTF ; Souveraine no 251[23].
- Lagardère, Marcel Jullian d'après Paul Féval père et fils (1967), adapté de la série télévisée du même nom par Pierre Castex, photographies extraites du film coproduit par l'O.R.T.F. et Véfilms ; Souveraine no 252
- Le Chevalier Tempête, André-Paul Antoine et Pierre-Aristide Bréal (1967), adapté de la série télévisée du même nom par Pierre Lamblin, ill. Photos ORTF ; Souveraine no 255 (Bis)
- Les Habits noirs, Paul Féval (1967), adapté par Jacques Siclier et écrit par Pierre Lamblin, photographies extraites du film réalisé par l'O.R.T.F. ; Souveraine no 256
- Les Globe-trotters, Objectif Mexico, Claude Boissol, Michel Lévine et Jean-Patrick Manchette (1968), adapté de la série télévisée du même nom par Michel Lévine et Jean-Patrick Manchette, ill. Photos ORTF ; Souveraine no 262
- Les Globe-trotters, Des Andes à l'Amazonie, Claude Boissol, Michel Lévine, Jacques Rémy et Jean-Patrick Manchette (1968), adapté de la série télévisée du même nom par Michel Lévine et Jean-Patrick Manchette, ill. Photos ORTF ; Souveraine no 268
- Gorri le diable, Jacques Celhay, Rodolphe-Maurice Arlaud et Jean Faurez (1968), adapté de la série télévisée du même nom par Pierre Lamblin, ill. Photos ORTF ; Souveraine no 270
- Un taxi dans les nuages, Gérard Sire et Paulette Despostes (1969), adapté de la série télévisée du même nom [25], ill. Photos ORTF ; Souveraine no 280

## Séries parues
- Les Cherry de Will Scott (4 tomes)
- Gulla de Martha Sandwall-Bergström (7 tomes)
- Isabelle de Véronique Day (5 tomes)
- Line et Lou de Colette Meffre (6 tomes)
- Les Mahuzier de Philippe Mahuzier (5 tomes)
- Menou de Myonne (3 tomes) :
  - Menou jeune fille (1966) ;
  - Menou mariée (1966) ;
  - Menou et François (1967), Prix Montyon de l'Académie française en 1949[38].
- Miss Pickerell d'Ellen MacGregor (4 tomes) :
  - Miss Pickerell va dans la planète Mars (1971) ;
  - Miss Pickerell fait de la plongée sous-marine (1974) ;
  - Miss Pickerell remplace le shérif (1975) ;
  - Miss Pickerell au pôle Nord (1976)
- Pépita de Martha Sandwall-Bergström, 3 tomes :
  - Le Ruisseau des Anges (1957) ;
  - Le Chant du coquillage (1960) ;
  - Jeune Pépita (1961)
- Petitou de Dick Laan (16 tomes)
- Puck de Lisbeth Werner (21 tomes)
- Les Quatre de Marie Maraire (3 tomes)
- Susy de Gretha Stevns (20 tomes)